# Heidi Robbins
Pour les articles homonymes, voir Robbins.
Heidi Robbins, née le 3 juillet 1991, est une rameuse américaine .

## Palmarès

### Championnats du monde
| Discipline | Amsterdam 2014 Pays-Bas | Aiguebelette 2015 France |
| ---------- | ----------------------- | ------------------------ |
| Huit       | Or                      | Or                       |